# Euimin av Korea
Euimin av Korea, född 1897, död 1970, var en koreansk tronföljare och titulärmonark. Han var koreansk tronföljare 1910-1926, titulärkung under Japan 1926-1945, då japanerna hade sänkt titeln för Koreas monark från kejsare till kung, och titulärkejsare som tronpretendent 1945-1970.

## Biografi
Euimin blev tronföljare vid sin äldre halvbrors tronbestigning 1907, efter att japanerna avsatt hans far, och togs samma år till Japan under förevändning av studier och blev 1916 bortgift med den japanska prinsessan Yi Bangja. När brodern dog barnlös 1926 förklarades han av japanerna som Koreas nye monark under japanskt styre, dock med titeln kung i stället för kejsare. Han var verksam inom den japanska armén. Efter kriget bad han om tillstånd av den sydkoreanska regeringen att återvända till Korea, men fick avslag. Han återvände med sin familj år 1963, men var då i så dåligt hälsotillstånd på grund av en blodpropp att han fördes direkt till sjukhus och fick tillbringa resten av sitt liv under vård.     

## Barn
- Yi Jin, född 1921, död 1922
- Yi Gu, född 1931, död 2005